# Trans World Radio
Trans World Radio (TWR) is een internationale christelijke radio-organisatie. TWR zendt uit vanuit 14 landen via de korte golf en ook via lokale radiostations, kabel, satelliet en het internet. Zo worden miljoenen mensen bereikt met Evangelie in hun eigen taal in 160 landen. TWR zendt programma's uit in meer dan 200 verschillende talen en dialecten. Hubrecht Smits is directeur van TWR Nederland en België.

## Achtergrond
TWR begon haar uitzendingen in 1952, toen Paul Freed de organisatie oprichtte om Spanje te bereiken via de radio vanuit Marokko. Later, nadat TWR Marokko werd stopgezet, functioneerde de organisatie vanuit Monte Carlo, Monaco. De Nederlander Hans van der Steen (1930-2020) richtte in oktober 1965 de Nederlandse afdeling op en zond uit vanuit de zolder van zijn huis in Baarn. Daarnaast waren ook Jan Kits sr., Anne van der Bijl en Corrie ten Boom betrokken.
Jarenlang werd gebruikgemaakt van een sterke kortegolfzender die na de Tweede Wereldoorlog door de nazi's werd achtergelaten. Andere uitzendfaciliteiten bevinden zich tegenwoordig in onder andere Guam, Bonaire, Sri Lanka, Cyprus en Swaziland.
TWR zendt veel verschillende programma's uit, enkele geproduceerd door het personeel van TWR, en andere door andere Amerikaanse organisaties zoals Thru The Bible en Insight For Living van dominee Charles Swindoll.
Het internationale hoofdkantoor van TWR staat in Cary in de staat North Carolina in de Verenigde Staten. Het personeel op het hoofdkantoor bestaat voornamelijk uit Amerikanen en Canadezen naast mensen uit de diverse landen waar de uitzendingen van TWR zich op richten.
Het Britse hoofdkantoor verhuisde in 2006 van Bath naar Manchester.

## Frequenties
- Korte golf 9800 kHz 6105 kHz
- Middengolf 1395 kHz 1467 kHz